# Edmond Delphaut
Edmond Delphaut, auch Edmont-Henri Delphaut, (* 11. November 1891 in Paris; † 7. August 1957 in Ploërmel) war ein französischer Bildhauer und Maler.

## Leben und Werk
Edmond Delphaut wurde 1891 als Sohn des Pierre Delphaut und der Marie Françoise Goffette im 19. Bezirk in Paris geboren.
Im Ersten Weltkrieg kämpfte Edmond Delphaut als Adjutant im 153. Infanterie-Regiment. Während der Schlacht bei Verdun geriet er in Gefangenschaft und kam in das Kriegsgefangenenlager Königsbrück in Deutschland. Hier wurde er 1918 mit der Errichtung eines Denkmals auf dem Kriegsgefangenenfriedhof beauftragt. Die fertige Skulptur, Abbild eines liegenden serbischen Soldaten, wurde seine erste bekannte große Arbeit. Sie wurde am 4. September 1918 in Königsbrück als Monument zum Gedenken an verstorbene serbische Soldaten eingeweiht.
Nach seiner Rückkehr aus Deutschland heiratete Delphaut am 11. Dezember 1920 in Malo les Bains die acht Jahre jüngere Marcelle Grulois aus Lille. Der Künstler wurde Vater von zwei Töchtern und einem Sohn.
In Malo les Bains übernahm Edmond Delphaut den Auftrag für ein großes Kriegerdenkmal im Wert von 110.000 Franken. Die Enthüllung dieses Kunstwerkes konnte am 23. Juni 1935 gefeiert werden. In den Folgejahren schuf der Bildhauer weitere zahlreiche Denkmäler, zum Beispiel in Longuyon, Baslieux, Rehon, Charency-Vezin und in Montmédy. Außerdem sind in seinen Händen kleinere Werke entstanden wie Le Baiser De Meme (deutsch: Der Kuss der Meme/Oma) und die Büste des kleinen Mädchens aus Terracotta.

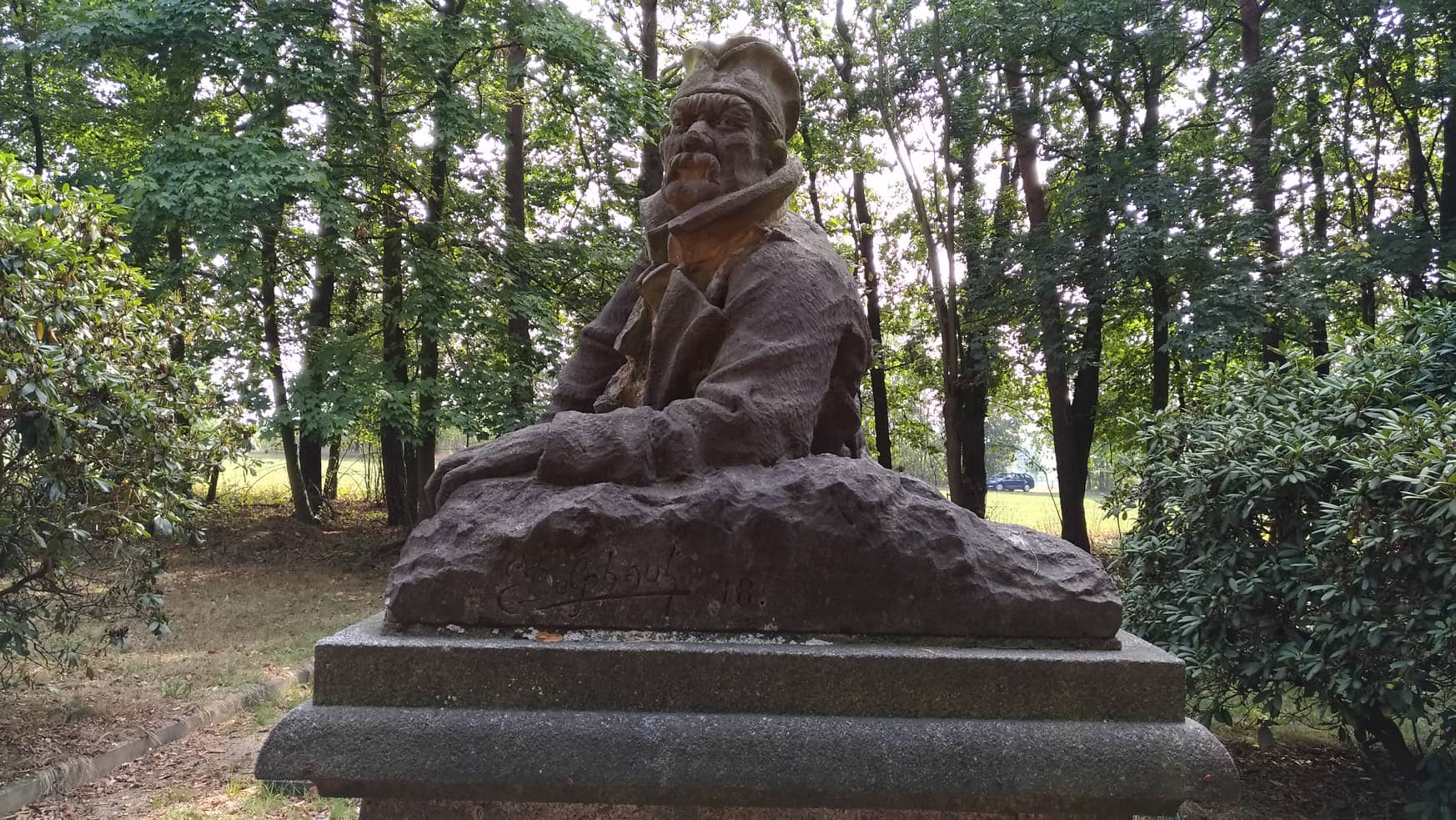

Pater Gillard beauftragte Edmond Delphaut im Jahr 1942 mit zwei Holzstatuen für die Kirche in Tréhorenteuc. Diese Statuen sollten die lokalen Heiligen Judicaël und Onenne darstellen.

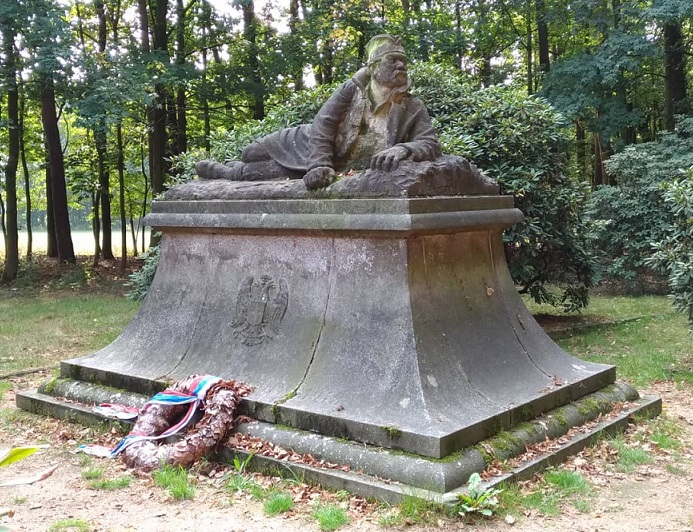
Monument zum Gedenken an verstorbene serbische Soldaten auf dem Kriegsgefangenenfriedhof Königsbrück.

Delphaut war Preisträger der Société des Artistes Français. Er nahm 1933 an der durch diese Künstlervereinigung jährlich organisierten Ausstellung teil.